# Panchón
Pour les articles homonymes, voir Francisco González et González.
Francisco González Díaz dit « Panchón », né à Cordoue (Espagne) le 4 octobre 1784, mort à Cordoue le 8 mars 1843, était un matador espagnol.

## Présentation
« Panchón » est sans doute le premier cordouan à acquérir une certaine réputation dans l’arène. Il commence sa carrière comme banderillero dans la cuadrilla de José Romero, puis comme matador, prenant l’alternative à Cordoue le 22 mai 1815. Il se présente comme matador à Madrid le 29 mai 1820 en compagnie de Antonio Ruíz Serrano « El Sombrerero ».
En raison d’une blessure survenue à Cadix en 1829, il est obligé de suspendre sa carrière et devient employé de l’État. En 1836, il redescend dans l’arène alors qu’il compte déjà 52 ans et qu’il est malade et obèse.
Le 28 août 1842, à Hinojosa del Duque (Espagne, province de Cordoue), il est gravement blessé par le taureau « Bragas » de la ganadería du Marquis de Guadalest. Il meurt à Cordoue le 8 mars 1843 des suites de ses blessures.